# Francesc Godoy Contreras
Francesc Godoy Contreras (Barcelona, 17 de desembre de 1986) més conegut com a Cesc Godoy, o Tiburón Godoy, és un triatleta professional català. És campió d'Espanya a totes les categories, tercer al Rànquing Europeu 2016 i campió del triatló de Zarautz.